# Mauricio Santa Cruz Oliveira
Mauricio Santa Cruz Oliveira (Río de Janeiro, 17 de octubre de 1974), es un regatista brasileño que ha competido con Brasil en los Juegos Olímpicos, los Juegos Panamericanos, los campeonatos del mundo de la clase Snipe y los campeonatos del mundo de la clase J/24.
Se inició en la clase Snipe, alcanzando su primer éxito en 1992, al ganar la medalla de bronce en el Campeonato del Mundo Juvenil de la clase Snipe, y solamente cinco años más tarde, en 1997, se proclama campeón del Mundo, ya en categoría absoluta, en esa misma clase. Entremedias, también ganó el Campeonato del Hemisferio Occidental y Oriente en 1996.
A continuación se pasa a la clase Tornado, clasificándose para dos Juegos Olímpicos consecutivos, en 2000 y 2004.
Tras su experiencia olímpica, vuelve a cambiar de clase, pasando a la clase J/24, en la que gana dos medallas de oro en los Juegos Panamericanos de 2007 y 2011, una medalla de plata en los Juegos Panamericanos de 2003 y cuatro campeonatos del mundo, en 2006, 2007, 2009 and 2012.

## Juegos Olímpicos
- 11º en Sídney 2000 (Tornado)
- 17º en Atenas 2004 (Tornado)

## Juegos Panamericanos
- 2º en Santo Domingo 2003 (J/24)
- 1º en Río de Janeiro 2007 (J/24)
- 1º en Puerto Vallarta 2011 (J/24)

## Campeonatos del mundo
- 3º en Motala 1992 (Juvenil Snipe)
- 1º en San Diego 1997 (Snipe)
- 1º en Melbourne 2006 (J/24)
- 1º en Nuevo Vallarta 2007 (J/24)
- 1º en Annapolis 2009 (J/24)
- 1º en Rochester 2012 (J/24)